# Liesville-sur-Douve
Liesville-sur-Douve  là một xã thuộc tỉnh Manche trong vùng Normandie tây bắc nước Pháp. Xã này nằm ở khu vực có độ cao trung bình 5 mét trên mực nước biển.